# 2014 في الأردن
فيما يلي قوائم الأحداث التي وقعت خلال عام 2014 في الأردن.

## أفلام
من الأفلام التي صدرت هذه السنة في الأردن:
- 4 سبتمبر – ذيب من إخراج ناجي أبو نوار.

## كتب
من الكتب التي صدرت هذه السنة في الأردن:
- 1 يناير – رواية عام النمل من تأليف سناء الشعلان.

## وفيات

### فبراير
- 22 فبراير – عبد الكريم الغرايبة (مواليد 1923)

### يوليو
- 21 يوليو – طارق السحيمات (مواليد 1936)

### أغسطس
- 19 أغسطس – سميح القاسم (مواليد 1939) شاعر فلسطيني راحل.

### نوفمبر
- 17 نوفمبر – أحمد علاء الدين (مواليد 1942) قائد عسكري أردني من أصل شيشاني.
- 18 نوفمبر – أحمد اللوزي (مواليد 1925) سياسي أردني.